# PZ Telescopii
Désignations
PZ Telescopii (en abrégé PZ Tel), aussi connu sous la désignation HD 174429, est un système binaire de la constellation du Télescope constitué d'une petite étoile et d'un compagnon, probablement une naine brune ou peut-être une planète, le tout entouré d'un disque de débris.

## Situation et visibilité
L'étoile a une magnitude maximale de 8,342, trop faible pour être visible à l'œil nu. Elle varie de 0,034 2 magnitude toutes les environ 23 heures. C'est une variable de type BY Draconis. PZ Telescopii est l'une des étoiles de la pré-séquence principale parmi les plus proches de la Terre et donc parmi les plus brillantes du ciel nocturne.
Le satellite Gaia a mesuré une parallaxe annuelle de 21,22 ± 0,06 millisecondes d'arc pour l'étoile, ce qui place le système à 47,13 ± 0,13 pc (∼154 al) de la Terre. Il s'en rapproche à une vitesse radiale héliocentrique de −4 km/s.

## Structure et membres

### PZ Tel A, l'étoile
PZ Telescopii A a une température de surface effective d'environ 5 338 kelvins (5 065 °C), une masse d'environ 1,13 fois celle du Soleil et un diamètre de 1,23 fois celui du Soleil.

### PZ Tel B, le compagnon substellaire
Un compagnon substellaire, d'une masse estimée à 36 fois celle de Jupiter, orbite à 16 unités astronomiques de l'étoile. Cet objet a été découvert en 2008. On pense que ce compagnon est une naine brune. Cependant, il pourrait s'agir d'une très grosse planète, ce qui en ferait la première telle planète directement imagée, même si c'est peu probable.

### Le disque de débris
Un disque de débris entoure l'étoile et son compagnon à une distance allant de 35 à 165 unités astronomiques.